# Lino Ventura
Angiolino Giuseppe Pasquale Ventura, conegut com a Lino Ventura (Parma, Itàlia, 14 de juliol de 1919 − Saint-Cloud, França, 22 d'octubre de 1987) va ser un actor italià que va viure a França i hi va dirigir el conjunt de la seva carrera cinematogràfica.
Fill d'immigrants italians, Lino Ventura va ser en principi  lluitador professional (va ser campió d'Europa de pesos mitjans el 1950) abans de convertir-se per casualitat en actor al costat de Jean Gabin en Touchez pas au grisbi. En principi acostumat a segons papers de guardaespatlles o de bèsties, es va convertir en protagonista des de la fi dels anys 1950 gràcies a pel·lícules com Classe tous risques. Alternant les comèdies d'èxit, de vegades dialogades per Michel Audiard, com Les Tontons flingueurs, Les Barbouzes, Ne nous fâchons pas, L'aventure c'est l'aventure o La Gifle, i dels drames i policíacs com Les Grandes gueules, Le Deuxième Souffle, Le Clan des Siciliens, L'Armé des ombres o Garde a vue, va ser durant dos decennis un dels actors més populars del cinema francès.
Pare d'una noia discapacitada, va ser el fundador el 1966 de l'associació Perce-Neige per l'ajuda de les persones minusvàlides mentals.

## Biografia

### Joventut
Angiolino Giuseppe Pasquale Ventura és fill de Giovanni Ventura i Luisa Borrini. El 1927, té set anys quan deixa la Itàlia de Benito Mussolini amb la seva mare per escapar al feixisme i reunir-se amb el seu pare que ha marxat a treballar com a representant de comerç a París, alguns anys abans. Però arribats a Montreuil el 7 de juny de 1926, la mare i el fill no trobaran Giovanni. El pare ha desaparegut, i Lino no el trobarà mai, fins i tot amb recerques molt serioses després, a França, a Itàlia, i fins i tot als Estats Units. Evocarà rarament aquest pare absent que s'ha portat relativament malament amb Luisa i sens dubte amb Lino. Lino i la seva mare s'instal·len amb amics al 57 carrer de Romàville a Montreuil, al cor de la comunitat italiana la integració de la qual no s'efectua sense problemes, com ho proven certs insults com «Macarrons». Després s'instal·len al carrer Papillon en el districte 9è de París on Luisa ha agafat una feina de donzella a l'hotel Baudin .
Per fidelitat als seus orígens, va guardar la seva nacionalitat italiana. Lino Ventura parlava francès sense cap accent, havent passat l'essencial de la seva vida a França, i s'expressava en italià amb un punt d'accent francès. Basant-se en la seva exclusió a l'escola, deguda als seus orígens, i per ajudar la seva mare, marxa de l'escola i comença a treballar des dels vuit anys. Exerceix successivament diversos oficis: grum, repartidor mecànic, representant de comerç i empleat d'oficina.

### Lluitador i lluitador de lluita lliure
Els seus amics de la plaça Montholon li fan descobrir l'esport. Als 16 anys, Fred Oberlander, un campió austríac de lluita grecoromana que resideix a l'hotel Baudin, el convenç d'anar a entrenar-se regularment en la lluita a la sala Gobelins després en la de la porta d'Itàlia. Aprenent la humilitat i la fraternitat, es forja segons la seva expressió, una mentalitat guanyadora. En aquesta època, mentre és auxiliar de comptable al CIT (Companyia italiana de turisme), coneix Odette Lecomte en aquesta agència de viatges italiana.
S'enrola en l'exèrcit italià durant la Segona Guerra Mundial. En un permís el juliol de 1943, deserta per reunir-se a París amb la seva dona Odette que s'ha casat un any abans, després, amenaçat de delació, és en una casa que serveix de paller a Baracé (hi tornarà després de la guerra i hi comprarà una casa).
Després de la guerra, comença una carrera de lluitador de lluita lliure, més de moda i més ben pagat que la lluita, i participa en espectacles a la Sala Wagram i al Circ d'hivern de París on lluita amb el nom de Lino Borrini, àlies «el coet italià». La seva carrera de lluitador de lluita lliure ateny el seu apogeu el febrer de 1950 quan esdevé campió d'Europa dels pesos mitjans per a Itàlia. Acaba el 31 de març de 1950 després que Henri Cogan l'ha ferit després d'haver-li tirat cadires de ferralla, ocasionant-li una doble fractura oberta a la cama dreta. Es converteix llavors en organitzador de combats per a una vintena de lluitadors de lluita lliure.

### Carrera cinematogràfica
El 1953, per casualitat, un dels seus amics parla d'ell al director Jacques Becker que buscava una força de la naturalesa, de tipus italià, per interpretar davant Jean Gabin a la seva pel·lícula Touchez pas au grisbi. El coneix i Jacques Becker li proposa de seguida el paper d'Angelo, un cap mafiós oposat als personatges encarnats per Jean Gabin i René Dary, Lino refusa el paper al principi. Després per provocació, tot i que no interpreta més que un paper secundari, demana un catxet d'un milió d'antics francs (gairebé equivalent al del protagonista de la pel·lícula, Jean Gabin), proposició que és acceptada amb gran sorpresa seva.
A l'estrena de Touchez pas au grisbi, la seva presència a la pantalla és tal que tota la professió s'hi fixa.
Immediatament adoptat pel medi del cinema, per Jean Gabin que es converteix en el seu gran amic, i pel públic, la seva amplària d'esquena, la seva «cara» i la seva excepcional naturalesa d'actor fan d'ell l'intèrpret ideal del cinema negre, de truà i de policia dur de bon cor.
Sense haver estudiat per actor, passa ràpidament de l'estatus d'actor secundari al de cap de cartell el seu paper d'actor, afinant-se. És el paper del Gorille  (a Le Gorille vous salue bien de Bernard Borderie) el 1958 que el llança plenament com a protagonista. Seguida de Classe tous risques amb Claude Sautet, el 1960, on ha de repartir-se el protagonisme amb Jean-Paul Belmondo. Una pel·lícula que marca la seva trobada amb un autor de la Série Noire, José Giovanni. Es converteix en un dels pesos pesants del cinema hexagonal i continuarà estant per sempre reconegut com un dels millors actors del cinema francès. Destaca en papers tradicionals de truà o de policia antiquat, cansat, o de l'home d'experiència sensible d'amistat viril. El seu paper d'actor, d'altra banda bastant a prop de la seva pròpia naturalesa, s'expressa plenament sota la direcció de Jacques Deray, de Jean-Pierre Melville o de Robert Enrico on Lino actua a Les Grandes Gueules i Les Aventuriers.
Actor fetitxe de Georges Lautner, és en el repartiment de dos clàssics del cinema francès, Les Tontons flingueurs (1963) i Les Barbouzes (1964).
El 1972, el seu paper del mafiós (Vito Genovese) a Cosa Nostra de Terence Young amb Charles Bronson al paper del penedit Joe Valachi, li val un reconeixement internacional.
A partir dels anys 1980, Lino Ventura roda menys, com si el seu personatge de la pel·lícula de Jacques Deray, Un papillon a l'épaule, del 1978, on actua Roland Fériaud, aquest home corrent manipulat per forces fosques fins a la seva mort brutal en una vorera estrangera, enmig d'una multitud indiferent, havia canviat la seva carrera. Ha evocat aquest tipus de personatge, una víctima manipulada, en una entrevista, per descriure el seu paper d'espia jubilat en Espion, lève-toi del 1981: «És un tipus que, en un moment donat, es troba sol, abandonat pels seus amics, i pels seus enemics si jo ho pogués dir, perquè en un sentit, tothom és sobre la seva esquena (...), són situacions que m'agraden particularment». Com també el personatge del general Dalla Chiesa en Cent jours à Palerme que cau sota els trets de la màfia a la qual havia gosat atacar.
Cap al final de la seva carrera, Lino només escull els seus papers en funció del criteri: «M'agrada o no m'agrada! ». Els seus últims bons papers, seran per a Garde a vue de Claude Miller el 1981, on interpreta l'inspector Gallien que interroga un notable (Michel Serrault), culpable d'assassinat, i per a Les Misérables de Robert Hossein, estrenada el 1982, on encarna un Jean Valjean a l'altura dels seus predecessors, Harry Baur i Jean Gabin.

#### Papers que refusa
Sobre la tria dels seus papers, declara: «Quan se'm parla d'un personatge per interpretar, sé d'una manera immediata si ho puc fer, si em convé o si no em va». Així refusa un paper a:
- Apocalypse Now de Francis Ford Coppola
- Encontres a la tercera fase de Steven Spielberg: Prof. Claude Lacombe (paper interpretat per François Truffaut).
- Sorcerer  de William Friedkin[9]
- La Chèvre de Francis Veber: Campana (paper interpretat per Gérard Depardieu). Lino Ventura declina aquest paper, al·legant la "lentitud" de Jacques Villeret previst per interpretar François Perrin (paper finalment interpretat per Pierre Richard).[10]
- Le Vieux Fusil de Robert Enrico: Julià Dandieu (paper interpretat per Philippe Noiret). Lino Ventura jutja el personatge massa violent per a ell.

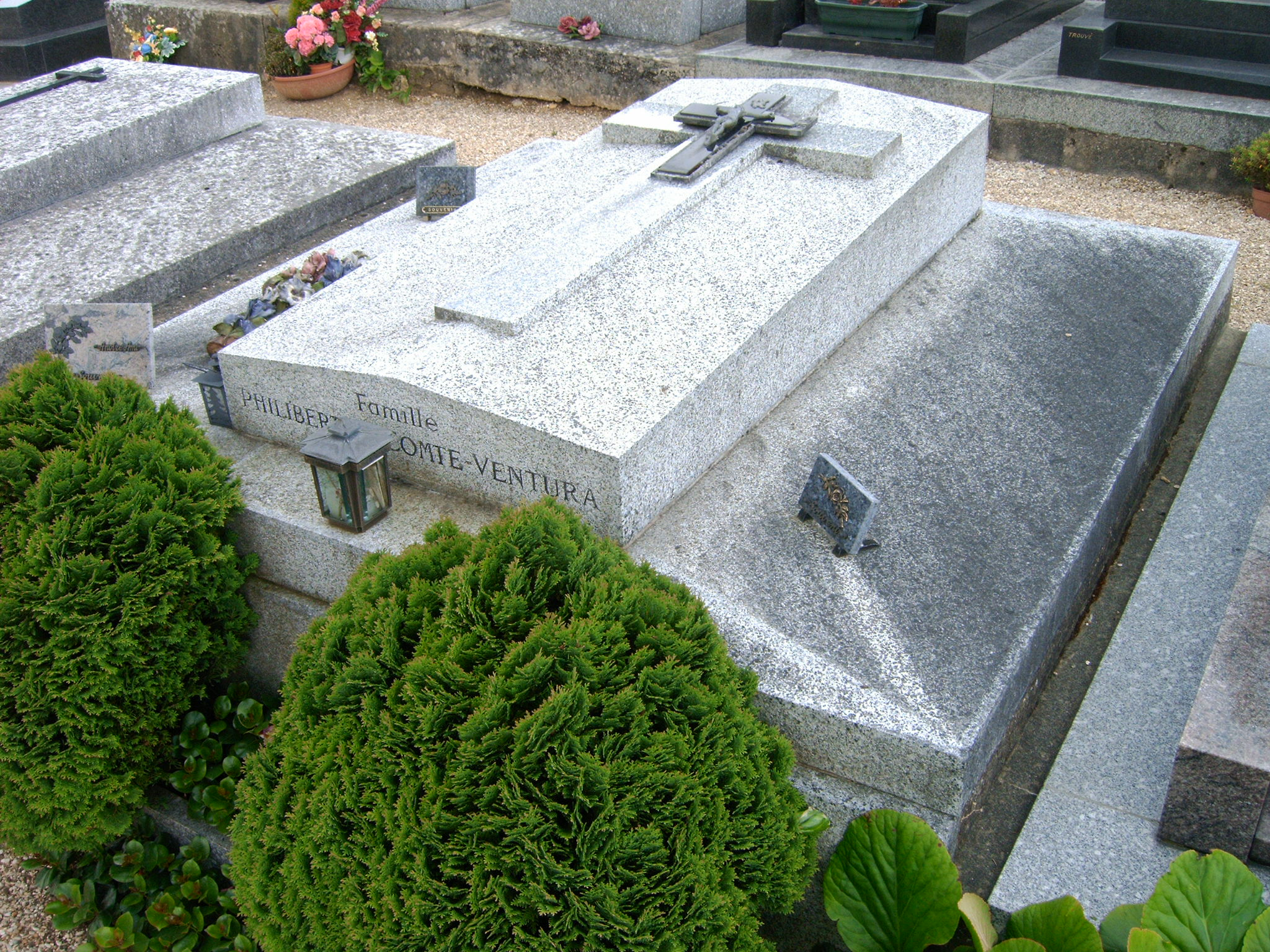
Tomba de Lino Ventura.

### Mort
Mor el 22 d'octubre de 1987 al seu domicili de Saint-Cloud, d'una crisi cardíaca als 68 anys, després de trenta-quatre anys de carrera cinematogràfica i setanta-cinc pel·lícules. Reposa al cementiri de Le Val-Saint-Germain a Essonne.

## Vida privada
El 8 de gener 1942, es casa amb Odette Lecomte (morta el 15 de maig de 2013 a Baracé), el seu amor de joventut, que va conèixer el 1935 a l'agència de viatges on treballava llavors. Tindran quatre fills: Mylène (1946-1998, morta en un accident d'avió) esposa de Claude Lasserre, fill de René Lasserre (cap cuiner) (1912-2006), Laurent el 1950, Linda el 1958 i Clelia el 1961 (autor i guionista).
Linda, víctima d'un accident vascular greu al néixer, va quedar minusvàlida. Descobrint la manca d'estructures d'ajuda i d'acollida per als nens minusvàlids, Lino i Odette creen el 1966 l' Associació humanitaria Perce-Neige  a Saint-Cloud, on vivien, dedicada a «l'ajuda a la infantesa inadaptada» aportant el seu suport a les associacions existents que treballen en l'àmbit de la minusvalidesa, i sensibilitzant els poders públics amb les necessitats dels nens minusvàlids i de les seves famílies.
L'any 1975 marca la primera victòria de l'associació amb la publicació de la Llei d'orientació a favor de les persones minusvàlides i de la Llei número 75-535 del 30 de juny de 1975 relativa a les institucions socials i mèdico-socials.
El 1976, l'associació Perce-Neige és reconeguda d'utilitat pública, i sis anys més tard, la primera Casa Perce-Neige obre les portes a Sèvres (Hauts-de-Seine). Malgrat la desaparició de Lino Ventura, Perce-Neige continua la seva missió i ha participat en la creació de prop de 40 establiments a França.
La seva filla Clelia ha escrit diverses obres al seu pare.

## Filmografia

### Cinema
- 1954: Touchez pas au grisbi de Jacques Becker: Angelo, el cap de la banda rival
- 1955: Razzia a la chnouf d'Henri Decoin: Roger, el Català
- 1956: La Loi des rues de Ralph Habib: Mario
- 1956: Crime et Châtiment de Georges Lampin: l'amo del bistrot
- 1957: Le Feu aux poudres de Henri Decoin: inspector Legentil
- 1957: Action immédiate de Maurice Labro: Bérès
- 1957: Trois jours à vivre de Gilles Grangier: Lino Ferrari
- 1957: Le rouge és mis de Gilles Grangier: Pépito
- 1957: L'Étrange Monsieur Steve de Raymond Bailly: Denis
- 1957: Maigret tend un piège de Jean Delannoy: inspector Torrence
- 1958: Ces dames préfèrent el mambo de Bernard Borderie: Paulo
- 1958: Ascenseur per l'échafaud de Louis Malle: comissari Cherrier
- 1958: Montparnasse 19 de Jacques Becker: Morel
- 1958: Le Gorille vous salue bien de Bernard Borderie: Géo Paquet, anomenat « el Gorille », agent de l'SDECE
- 1958: Sursis per un vivant de Víctor Merenda: Borcher
- 1959: Douze heures d'horloge de Géza von Radványi: Fourbieux
- 1959: Marie-Octobre de Julien Duvivier: Carlo Bernardi
- 1959: 125, rue Montmartre de Gilles Grangier: Pascal
- 1959: Un témoin à la ville d'Édouard Molinaro: Ancelin
- 1959: Le Chemin des écoliers de Michel Boisrond: Tiercelin
- 1959: Le fauve est lâché de Maurice Labro: Paul Lamiani
- 1960: Classe tous risques ( de Claude Sautet: Abel Davos
- 1960: Les Mystères d'Angkor de William Dieterle: Biamonte
- 1961: Un taxi per Tobrouk de Denys de La Patellière: brigadier Théo Dumas
- 1961: La filla à la vitrine de Luciano Emmer: Federico
- 1961: Le Roi des truands de Duilio Coletti: el truand
- 1961: Le Bateau d'Émile de Denys de La Patellière: Émile Bouet
- 1961: Les Lions sont lâchés d'Henri Verneuil: Doctor Challenberg
- 1961: El jugement dernier de Vittorio De Sica: el pare
- 1962: El diable i els Deu Manaments  (Le Diable et les Dix Commandements) de Julien Duvivier: Garigny
- 1962: Les Petits Matins de Jacqueline Audry: el conductor del bus
- 1962: L'Opéra de quat'sous de Wolfgang Staudte: Tiger Brown
- 1963: Les Tontons flingueurs de Georges Lautner: Fernand Naudin, anomenat « Oncle Fernand »
- 1963: Cent mille dollars au soleil d'Henri Verneuil: Hervé Marec, anomenat « Plouc »
- 1963: Carmen 63 de Carmine Gallone: Vincenzo
- 1964: Llanto por un bandido de Carlos Saura: El Lutos
- 1964: Les Barbouzes de Georges Lautner: Francis Lagneau
- 1964: Le Monocle rit jaune de Georges Lautner: el client d'Élie (cameo)
- 1965: L'Arme à gauche de Claude Sautet: Jacques Cournot
- 1965: Les Grandes Gueules de Robert Enrico: Laurent
- 1965: La Métamorphose des cloportes de Pierre Granier-Deferre: Alphonse
- 1966: Avec la peau des autres de Jacques Deray: Pascal Fabre
- 1966: Ne nous fâchons pas de Georges Lautner: Antoine Beretto
- 1966: Le Deuxième Souffle de Jean-Pierre Melville: Gustave Minda, anomenat « Gu »
- 1967: Les Aventuriers de Robert Enrico: Jean Keraudy
- 1968: Le Rapace de José Giovanni: el Rital
- 1969: Le Clan des Siciliens d'Henri Verneuil: inspector el Goff
- 1969: L'Exèrcit des ombres de Jean-Pierre Melville: Philippe Gerbier
- 1970: Dernier domicile connu de José Giovanni: inspector Marceau Léonetti
- 1971: Fantasia chez les ploucs de Gérard Pirès: Sagamore Noonan
- 1971: Boulevard du rhum de Robert Enrico: Cornelius
- 1972: Els secrets de la cosa nostra de Terence Young: Vito Genovese
- 1972: Le Silencieux de Claude Pinoteau: Clément Tibère
- 1972: La Raison du plus fou de Raymond Devos i François Reichenbach: el motard
- 1972: L'aventure c'est l'aventure de Claude Lelouch: Lino Massaro
- 1973: La bonne Année de Claude Lelouch: Simon
- 1973: Le Far West de Jacques Brel: el presoner
- 1973: L'Emmerdeur d'Édouard Molinaro: Milan
- 1974: Uomini Duri / Three tough guys de Duccio Tessari: el pare Charlie
- 1974: La Gifle de Claude Pinoteau: Jean
- 1975: Adieu poulet de Pierre Granier-Deferre: comissari Verjeat
- 1975: La gàbia (La Cage) de Pierre Granier-Deferre: Julien
- 1976: Excel·lentíssims cadàvers (Cadaveri eccellenti) de Francesco Rosi: inspector Amerigo Rogas
- 1978: Una papallona a l'espatlla (Un papillon à l'épaule) de Jacques Deray: Roland Fériaud
- 1978: The Medusa Touch de Jack Gold: inspector Brunel
- 1978: L'Homme en colère de Claude Pinoteau: romà Dupré
- 1980: Les Séducteurs d'Édouard Molinaro: François Quérole
- 1981: Garde à vue de Claude Miller: inspector Antoine Gallien
- 1981: Espion, lève-toi d'Yves Boisset: Sébastien Grenier
- 1982: Les Misérables de Robert Hossein: Jean Valjean
- 1983: Cento Giorni à Palermo de Giuseppe Ferrara: general Carlo Alberto Dalla Chiesa
- 1983: Le Ruffian de José Giovanni: Aldo Sévenac
- 1984: La Septième Cible de Claude Pinoteau: Bastien Grimaldy
- 1987: La Rumba de Roger Hanin: (No surt als crèdits)
- 1987: Maledetto ferragosto (Film inacabat)
- 1987: La Jonque (Film inacabat)

### Televisió
- 1967: Deux romains en Gaule (Telefilm)
- 1986: Le onzième commandement (Telefilm): Papa

## Homenatge
El 2003, la ciutat de Parma li ret homenatge posant el seu nom al centre de cinema de la vila: Centro cinema Lino Ventura.

## Premis i nominacions
Premis
- 1973: Conquilla de Plata al millor actor per La bonne année

Nominacions
- 1983: César al millor actor per Les Misérables